# Acronicta burmanensis
Acronicta burmanensis är en fjärilsart som beskrevs av W. Warren 1913. Acronicta burmanensis ingår i släktet Acronicta och familjen nattflyn. Inga underarter finns listade i Catalogue of Life.